# Coelotes yanlingensis
Coelotes yanlingensis là một loài nhện trong họ Amaurobiidae.
Loài này thuộc chi Coelotes. Coelotes yanlingensis được miêu tả năm 2000 bởi Zhang, Chang-Min Yin & Joo-Pil Kim.